# Estación Trindade (Metro de Oporto)
La estación de Trindade, es la principal estación del Metro de Porto localizada en el centro de la ciudad, junto a la Cámara Municipal.

## Comboi

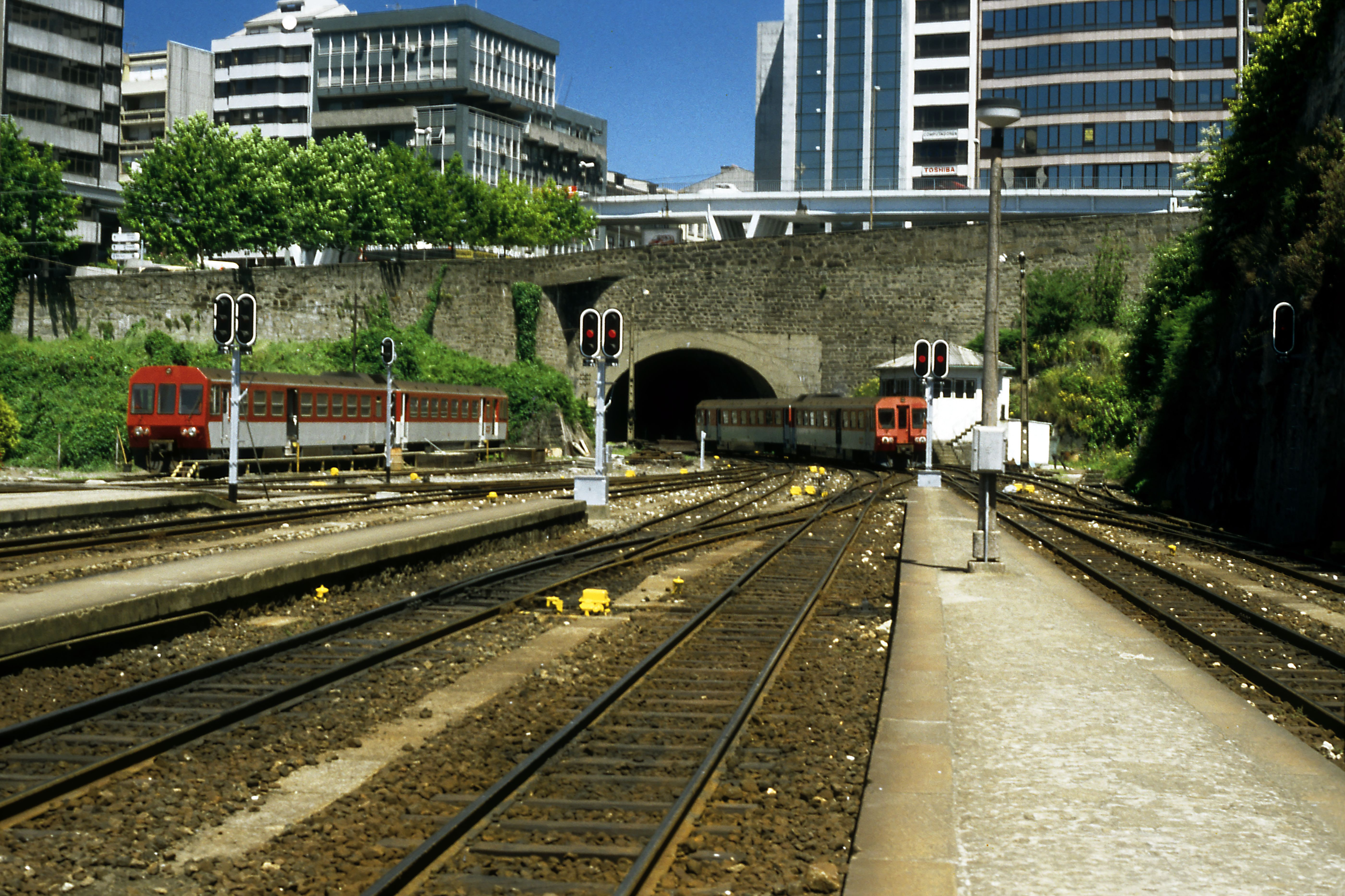
Aspecto de la estación (boca del Túnel da Lapa) en 1996, antes de la reconversión.

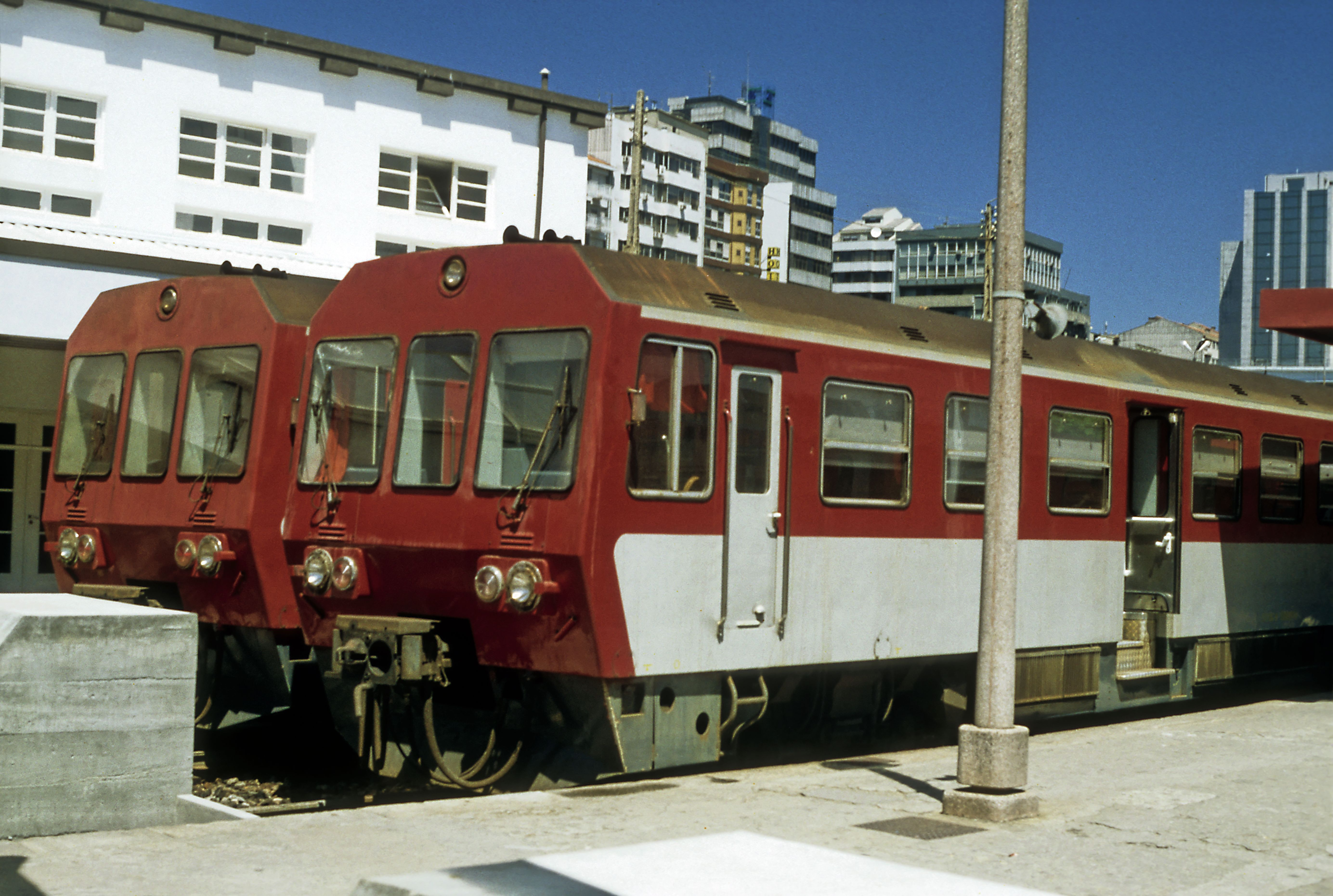
Automotores 9600 en Porto-Trindade, en 1996.

Fue integrada desde 1938 en la Línea de Porto a Póvoa y Famalicão (conocida como Línea de Póvoa) y de la Línea de Guimarães de la CP siendo la estación terminal de ambas líneas. De aquí partían y llegaban convoyes con destino a Vila do Conde, Póvoa de Varzim, Vila Nova de Famalicão, Maia y Guimarães.
El 28 de abril de 2001 el tramo de ferrocarril entre Trindade y Senhora da Hora así como el edificio principal de la estación cerraron al público, para reconvertirse en ancho europeo para la futura explotación a cargo del Metro de Porto. El resto del trazado (líneas de la CP a Póvoa de Varzim y a Guimarães), también fueron entregadas a la misma empresa, siendo cerradas el 23 de febrero de 2002. La estación fue demolida en 2001.

## Metro de Porto

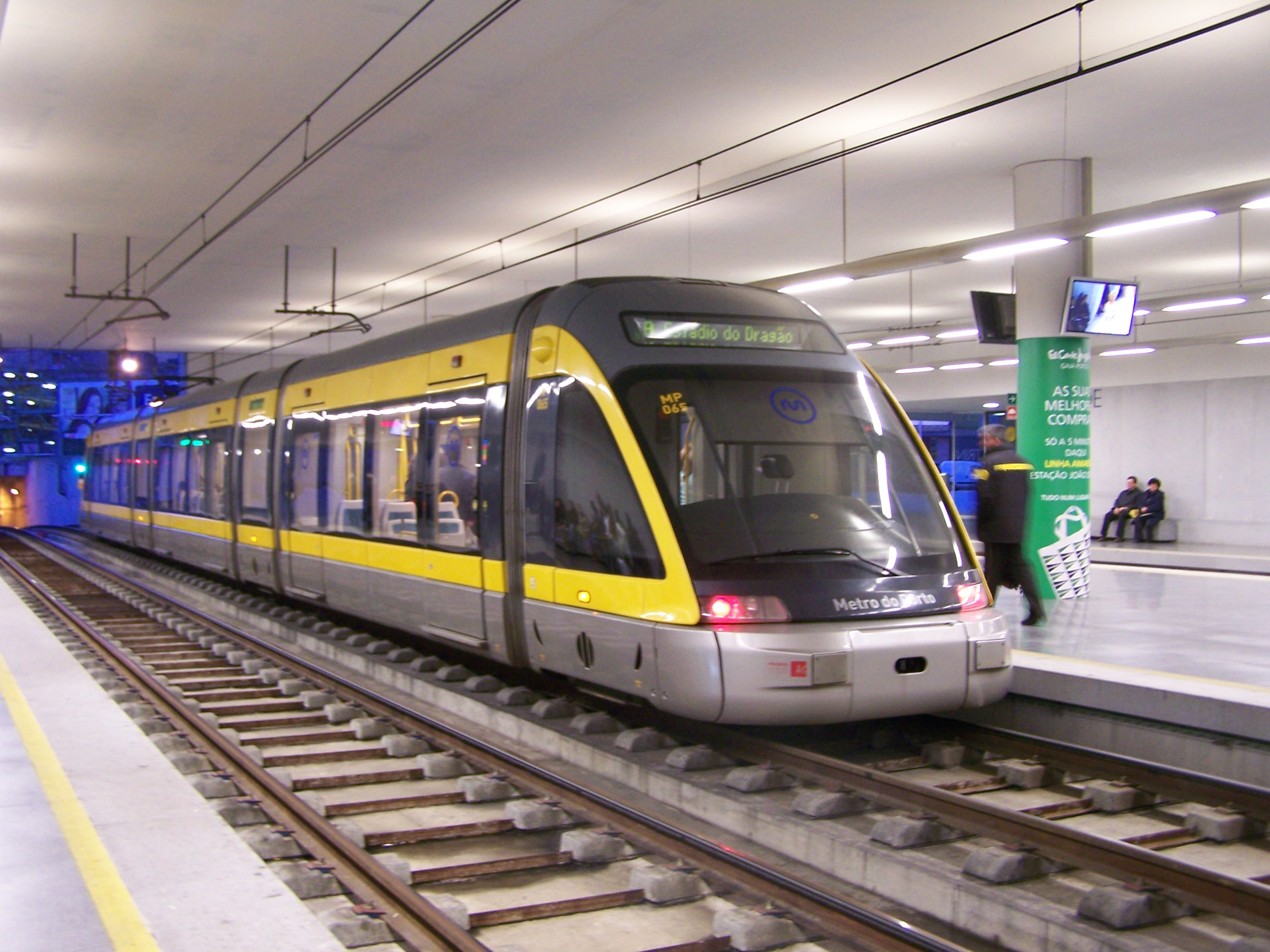
Composición del Metro de Porto entrando en la estación de Trindade con el Estádio do Dragão como destino.

Actualmente es la principal estación de la red del Metro de Porto, aglutinando en total 6 líneas existentes. Posee una estación en superficie para las líneas A, B, C, E y F y, una estación subterránea para la línea D.

### Servicios

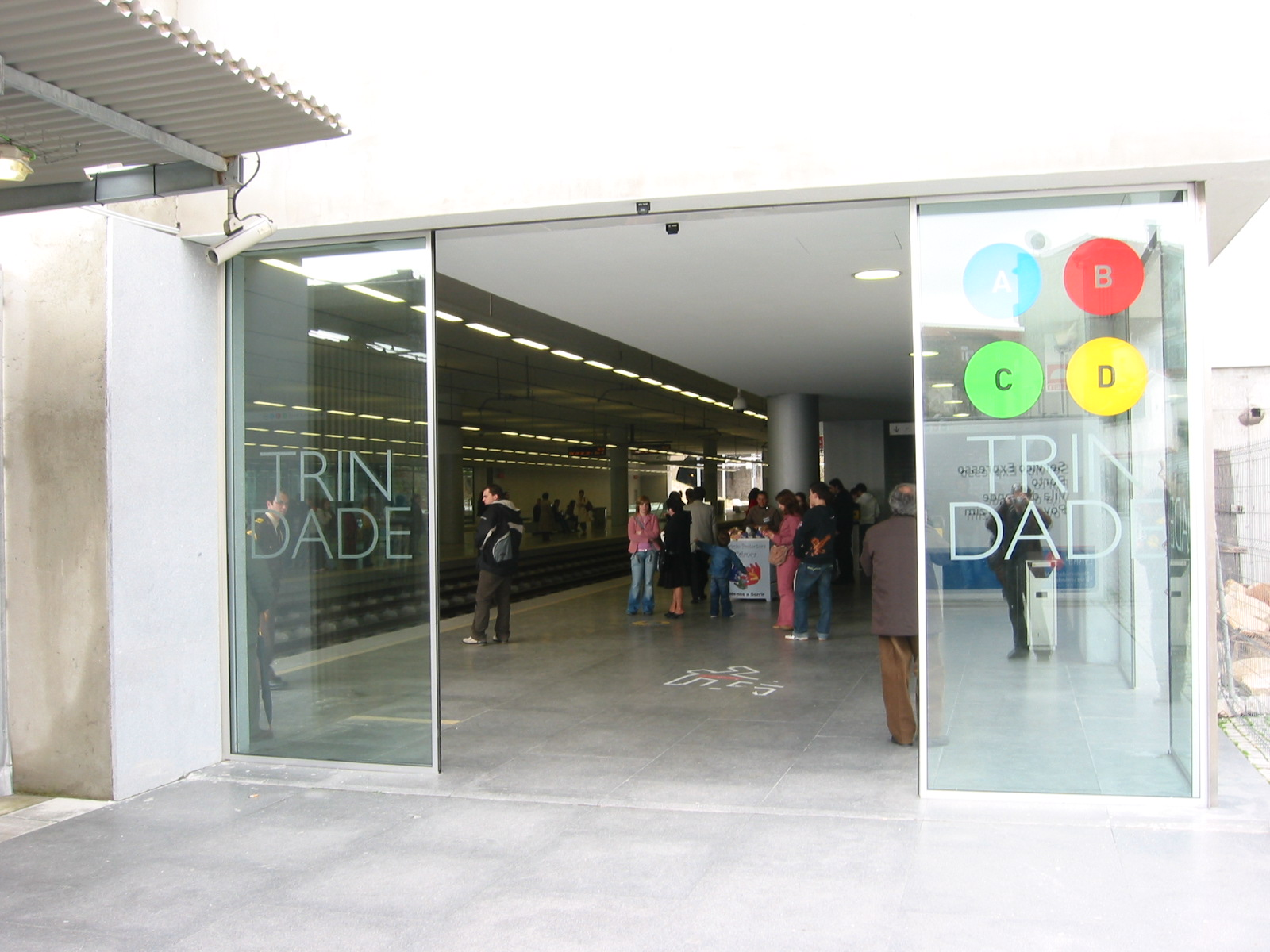
Entrada de la estación.

- Línea A Señor de Matosinhos - Estádio del Dragão
- Línea B Póvoa de Varzim - Estádio del Dragão (Normal y Expresso)
- Línea C Ismai - Campanhã
- Línea D Hospital S.Juan - Santo Ovídio
- Línea E Aeropuerto - Estádio del Dragão
- Línea F Senhora da Hora - Fânzeres

### Túneles
La estación es servida por tres túneles ferroviarios:
- Túnel da Lapa, (construido en 1938 para la CP),
- Túnel Trindade-Campanhã (construido en 2003).
- Túnel Salgueiros-Ponte, en la línea amarilla (construido en 2005).

### AutobusesSTCP
Líneas que comienzan o acaban el recorrido en esta estación:
- 304 Trindade «» Sta. Luzia
- 900 Trindade «» Santo Ovídio (Tramo realizado en su práctica totalidad por la línea amarilla del Metro, en menos de la mitad del tiempo que tarda la línea 900)
- 901 Trindade «» Valadares
- 904 Trindade «» Coimbrões (anteriormente terminaba en Marqués)
- 906 Trindade «» Madalena

- Datos: Q162481
- Multimedia: Trindade metro station (Porto) / Q162481